# Khenchela (stad)
Khenchela is een stad in Algerije en is de hoofdplaats van de provincie Khenchela.
Khenchela telt naar schatting 120.000 inwoners.